# Donna Noble
Donna Noble es un personaje de ficción interpretado por Catherine Tate en la longeva serie británica de ciencia ficción Doctor Who. Es una secretaria de Chiswick, Londres, y una acompañante del Décimo Doctor. Apareció por primera vez en una escena al final del episodio de la segunda temporada Doomsday que precedía al especial de Navidad de 2006, The Runaway Bride. Cuando el personaje rechazó la invitación del Doctor de convertirse en su acompañante permanente en sus viajes, en la tercera temporada el Doctor viajó junto a la estudiante de medicina Martha Jones (Freema Agyeman). Después, Donna regresó como acompañante regular durante la cuarta temporada en 2008, y volvió al papel en el especial de 2009 y 2010 El fin del tiempo.
En la narrativa de la serie, Donna comienza como una treintañera sin pelos en la lengua, cuya visión del universo es de cortas miras. Aunque al principio encuentra al Señor del Tiempo aterrador, su encuentro inicial la deja insatisfecha, y decide viajar con él cuando vuelve a presentarse la oportunidad. Su punto de vista muy humano salva la vida del Doctor en su primer encuentro, y le persuade para actuar con mayor compasión y hacer excepciones a las reglas para salvar vidas individuales; al mismo tiempo, Donna se convierte en alguien más heroica y abierta al mundo, y la pareja desarrolla una fuerte amistad. Es Donna quien al final salva el universo en la conclusión de la cuarta temporada, aunque al coste trágico de los recuerdos de sus viajes con el Doctor. En contraste con las acompañantes anteriores del Doctor, quienes ambas desarrollaron sentimientos amorosos por él, Donna y Doctor compartían una relación de estricta amistad, y ella no siente la necesidad de probarse para viajar con el Doctor, mientras que el Doctor se refiere a ella como "su mejor amiga".

## Apariciones

### Televisión
Donna Noble aparece por primera vez sólo acreditada como "La novia", en la última escena del final de la temporada de 2006, Doomsday. Aparece con un vestido de novia, indignada por esta inexplicablemente a bordo de la TARDIS. Esta escena se mantuvo en completo secreto hasta la emisión, filmada con el equipo mínimo, y era un contraste humorístico al triste adiós que el Doctor acababa de dar a su acompañante Rose Tyler (Billie Piper) sólo momentos antes. La historia de Donna continúa en el especial de Navidad de 2006, The Runaway Bride. Donna es una secretaria eventual en HC Clements, en Londres, una firma de seguridad que, sin que lo sepa ella, es una tapadera del instituto de investigación Torchwood. Sus padres son Geoffrey (Howard Attfield) y Sylvia Noble (Jacqueline King). Donna descubre que es una marioneta en los planes de la emperatriz Racnoss (Sarah Parish), y había sido manipulada por su prometido Lance (Don Gilet). Cuando el Doctor desata su furia sobre la Racnoss, Donna le dice que es suficiente, y los dos escapan juntos antes de que el edificio de Torchwood se inundara. Donna está desolada, tras perder su trabajo y su prometido, y rechaza la oferta del Doctor de convertirse en su acompañante, aunque le aconseja que encuentre a alguien. Donna no aparece en la temporada de 2007, pero el personaje de Wilfred Mott (Bernard Cribbins) sí lo hace en el especial de Navidad Voyage of the Damned, y en la temporada de 2008 es presentado como el abuelo de Donna, tras la muerte del actor Howard Attfield que interpretaba a su padre.
En el principio de la cuarta temporada, Partners in Crime (2008), Donna está completamente insatisfecha de su vida cotidiana y está más interesada en lo que hay fuera. Cuando están los dos investigando la conexión alienígena con las Industrias Adiposa, el Doctor y ella se reencuentran, y ella se une a él en la TARDIS como acompañante regular. En The Fires of Pompeii, Donna muestra su compasión cuando discute y convence al Doctor de que salve a una familia de la erupción del Vesubio en Pompeya. En The Doctor's Daughter, es Donna quien le pone nombre a Jenny (Georgia Moffett), la hija del Doctor creada genéticamente. En el episodio Turn Left se muestra un universo paralelo en el que Donna nunca conoció al Doctor, allí el Doctor murió y el fin del mundo llega mucho antes. En el episodio final The Stolen Earth y Journey's End, Donna toca la mano cortada del Doctor llena de energía de su regeneración abortada, y es infundida con todos sus conocimientos, con los cuales logra detener a Davros (Julian Bleach) y sus planes de destruir la realidad. Sin embargo, al no poder contener su cerebro tantos conocimientos, el Doctor se ve forzado a borrarle todos sus recuerdos de él y no volver a verla nunca más, ya que si volviera a recordar solo por un minuto, su mente "ardería". Donna reaparece en el episodio en dos partes El fin del tiempo (2009-2010). Cuando todos los miembros de la raza humana se convierten en clones del archienemigo del Doctor, El Amo (John Simm), los recuerdos de Donna están a punto de ser restaurados, sin embargo un mecanismo de seguridad que instaló el Doctor la protege. En la conclusión de la historia, Donna se casa con su nuevo prometido Shaun Temple (Karl Collins), convirtiéndose en Donna Temple-Noble, y el Doctor le regala un billete de lotería premiado para asegurar su futuro económico.

### Literatura
Fuera de la serie de televisión, Donna aparece en algunas novelas de BBC Books, junto al Décimo Doctor, en historias desarrolladas entre episodios de la cuarta temporada. Aparece por primera vez en Ghosts of India de Mark Morris, The Doctor Trap de Simon Messingham y Shining Darkness de Mark Michalowski en septiembre de 2008. Aparece por cuarta y última vez en Beautiful Chaos de Gary Russell en diciembre de 2008. Las siguientes novelas del Décimo Doctor le mostrarían viajando en solitario. A pesar de las pocas apariciones en novelas, Donna aparece en gran número de relatos cortos en Doctor Who Anual de 2009 y The Doctor Who Storybook en 2007 y 2008, así como una aparición en el relato corto The Lonely Computer (cuyos eventos son mencionados brevemente en el episodio The Unicorn and the Wasp). El personaje también aparece con frecuencia en cómics de Doctor Who Magazine, Doctor Who Adventures y Doctor Who: Battles in Time, publicaciones cómic en línea y otras.

### Dramas de audio
Donna aparece en tres audiolibros publicados por BBC Books: Pest Control (mayo de 2008), The Forever Trap (octubre de 2008) y The Nemonite Invasion (febrero de 2009).

## Casting
Según dijo David Tennant en su videodiario de la temporada dos (incluido en los DVD), el casting de Catherine Tate se mantuvo en secreto, y su escena en Doomsday se filmó con el personal mínimo necesario. Su videodiario de la tercera temporada menciona que esta fue una de las pocas veces que se mantuvo con éxito el factor sorpresa sin que fuera destripado antes de tiempo por los medios. Tate se convirtió en la primera estrella invitada en aparecer en los títulos de crédito de apertura, después lo serían John Barrowman, Kylie Minogue, Peter Davison, Elisabeth Sladen y John Simm. El equipo de producción ya le había dado al personaje el estatus de acompañante mucho antes de que se anunciara su regreso. En una ocasión, el productor ejecutivo Russell T Davies infravaloró el potencial de Donna como acompañante regular por su personalidad abrasiva, diciendo que "te pondría de los nervios". De hecho, originalmente no había planes de que volviera nunca más. En el diseño original de Davies de la cuarta temporada, era el personaje de Elton Pope (Marc Warren) del episodio de 2006 Love & Monsters el que se iba a convertir en el último acompañante regular del Décimo Doctor. Donna ni siquiera aparecía en el episodio final The Stolen Earth, a pesar de que sí estaban programadas las apariciones de Martha, el Capitán Jack, Sarah Jane Smith, Rose y Jackie Tyler, así como Mickey Smith y el reparto de Torchwood. Después, había tenido la idea de que la cuarta acompañante fuera una tal Penny, una mujer del norte con la que el Doctor tendría una relación romántica, y el actor David Jason habría interpretado al padre del personaje. Pero tras una conversación de Catherine Tate y Jane Tranter de la BBC, en la que Tate expresó su interés en volver, Davies reescribió toda la cuarta temporada para que apareciera Donna en su lugar.
Tate veía su elección a tiempo completo como un "riesgo" por parte del productor ejecutivo Russell T Davies, y lo atribuye a que ella era "conocida por la gran mayoría de la gente, por llevar pelucas y dientes cómicos (en su serie de comedia The Catherine Tate Show)". La actriz estaba agradecida a Davies por elegirla, y bromeaba por la prominencia que se le dio al final a su personaje: "Por un breve momento, yo era la mujer más importante de todo el universo". Ben Rawson-Jones atribuye el éxito del personaje a su evolución natural, siendo rebajada su personalidad violencia desde su primera aparición de 2008 en Partners in Crime.

## Recepción
¿Quién podría olvidar la absoluta hilaridad visual de su primer encuentro silencioso con el Doctor en Partners in Crime, o sus intentos de amoldarse al mundo deliciosamente de Cluedo en The Unicorn and the Wasp? Después estaba su homenaje parafraseando a Alan Partridge en The Poison Sky, diciendo sarcásticamente "¡por detrás del cuello!" al golpear la vía de salida de un Sontaran. Pura "magia", como Donna lo diría.
Ben Rawson-Jones alabando las escenas cómicas del personaje en Digital Spy.

En su crítica de la cuarta temporada, Digital Spy opinió "En el corazón está la excelente interpretación de Catherine Tate como Donna Noble, personificando la complicada fusión de diversión, aventura, tristeza y el deseo de pertenencia". Digital Spy señaló que los fanes al principio se preocuparon de la elección a tiempo completo de Tate, al ser conocida como humorista y actriz cómica. Atribuyeron el éxito del personaje a la modificación de su concepto original mucho más descarado y furioso cuando apareció en The Runaway Bride. Los elementos cómicos continuaron en forma de su tendencia a gritar, pero Digital Spy alabó muchos de esos momentos cómicos. Y alabaron todavía más las escenas de lágrimas de Tate en The Fires of Pompeii, que "le dieron al episodio, impresionante visualmente, una profundidad que le hacía mucha falta", así como su sensibilidad emocional ante el maltrato de los alienígenas Ood en Planet of the Ood. El editor de culto Ben Rawson-John también alabó las escenas trágicas del personaje, como cuando perdió a sus falsos hijos y su hombre ideal en Forest of the Dead y el "colador de emociones" del episodio centrado en Donna Turn Left. Donna fue votada la segunda mejor acompañante de todos los tiempos en el número 414 de Doctor Who Magazine.